# Yukio Shimomura
Yukio Shimomura (jap. 下村幸男 Shimomura Yukio; ur. 25 stycznia 1932 w Hiroszimie) – japoński piłkarz, reprezentant kraju.

## Kariera klubowa
Od 1952 do 1961 roku występował w klubie Toyo Industries.

## Kariera reprezentacyjna
Karierę reprezentacyjną rozpoczął w 1955 roku i wystąpił tylko w jednym spotkaniu. Został powołany do kadry na Igrzyska Olimpijskie w 1956 roku.

## Statystyki
| Reprezentacja Japonii | Reprezentacja Japonii | Reprezentacja Japonii |
| Rok                   | Mecze                 | Gole                  |
| --------------------- | --------------------- | --------------------- |
| 1955                  | 1                     | 0                     |
| Razem                 | 1                     | 0                     |